# Myotis planiceps
Myotis planiceps — вид рукокрилих роду Нічниця (Myotis).

## Поширення, поведінка
Країни проживання: Мексика. Населяє гірські ліси, сідала лаштує в тріщинах. Комахоїдний.